# 山崎裕之
山崎裕之（日语：山崎 裕之，1946年12月22日—），日本棒球選手，出生於埼玉縣上尾市，曾經效力於日本職棒西武獅等隊伍，於1984年退休，生涯通算270支全壘打。